# Río Gail
El río Gail ( en esloveno: Zilja, en italiano: Zeglia) es un río en el sur de Austria, el mayor afluente por la derecha del Drava.
El nombre Gē'lias es de origen ilirio antiguo, denotando aguas espumosas. El río está documentado como Gila en una escritura de 1090. El nombre esloveno Zilja también es común, ya que el valle inferior del Gail es un área de asentamiento tradicional de los eslovenos de Carintia y una región lingüística del dialecto del Valle del Gail.

## Curso
El nacimiento del río está ubicado al este del collado de Kartitsch y el Valle Pusteria en el municipio tirolés de Obertilliach. Discurre de oeste a este a través de los Alpes de piedra caliza del sur, entre los Alpes de Gailtal en el norte y los Alpes de Carnic en el sur. El río llega al estado de Carintia en Lesachtal y desde Kötschach-Mauthen corre por el valle más amplio de Gail (en alemán: Gailtal) con sus fuertes pendientes, paralelas a las fronteras con Italia y Eslovenia. Más allá de su confluencia con el afluente Slizza (Gailitz) en Arnoldstein, el Gail se une al río Drava debajo de la cordillera occidental de Karawanks, cerca del pueblo de Maria Gail, parte de la ciudad de Villach. 

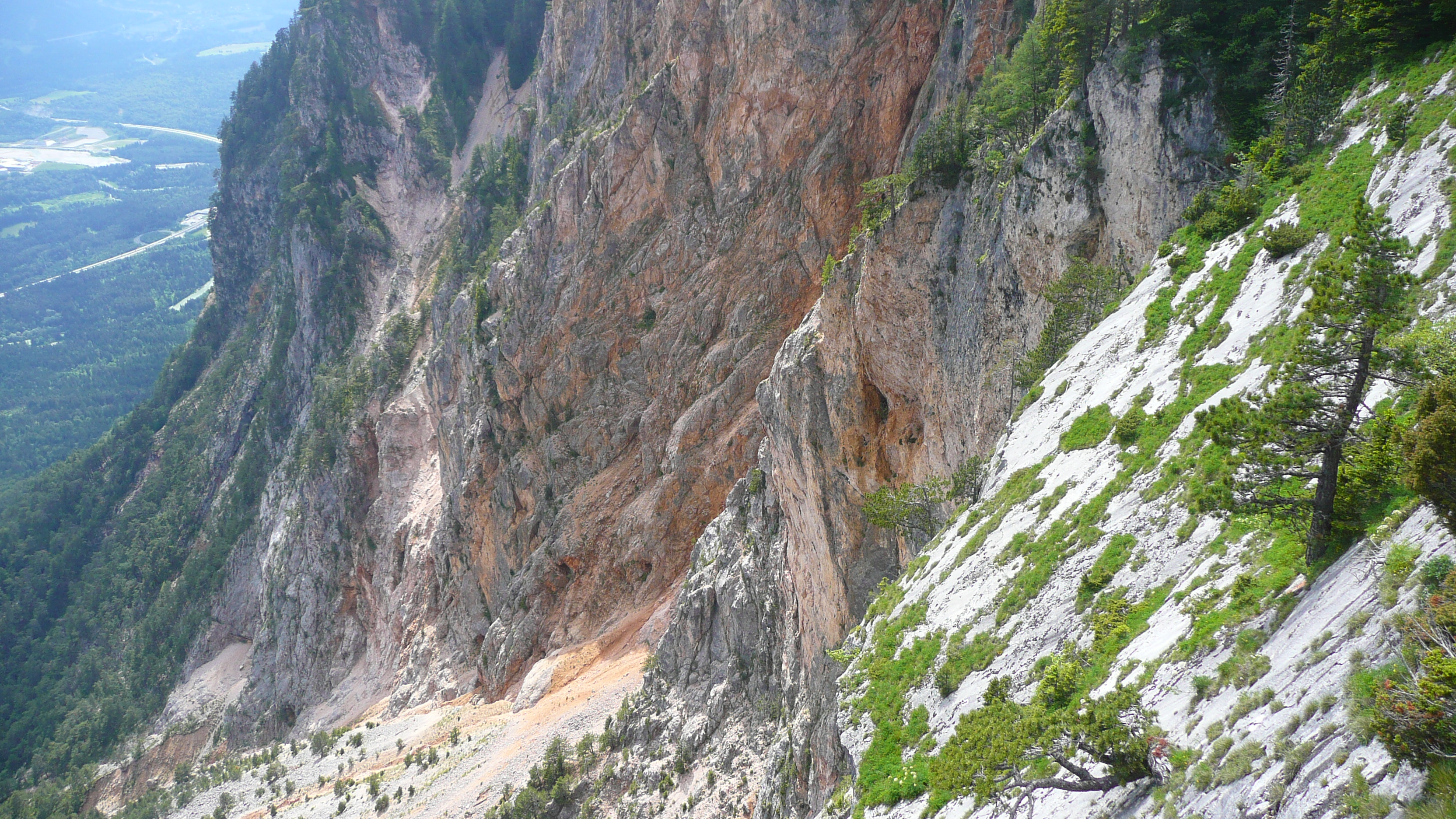
Peñón de Dobratsch sobre el valle del Gail

Después del terremoto de 1348 de Friuli, el curso del río cerca de Villach fue enterrado por un gran deslizamiento de tierra, causando grandes inundaciones. La región de desprendimientos de rocas (Schütt)  a lo largo de 10 km es todavía discernible en las laderas empinadas del monte Dobratsch al norte de Arnoldstein. 
Si bien el curso superior del río se conserva en gran parte en su condición natural, un hábitat para las aves costeras como el lavandera común, el mirlo acuático europeo y la lavandera cascadeña, gran parte de la zona baja de Gail se ha regulado gradualmente desde la década de 1870. En los últimos tiempos, algunas secciones han sido renaturadas. Hoy en día, la zona truchera llega hasta Hermagor con 17 especies, entre ellas el barbo común, el nase común y la rara souffia.

## Afluentes

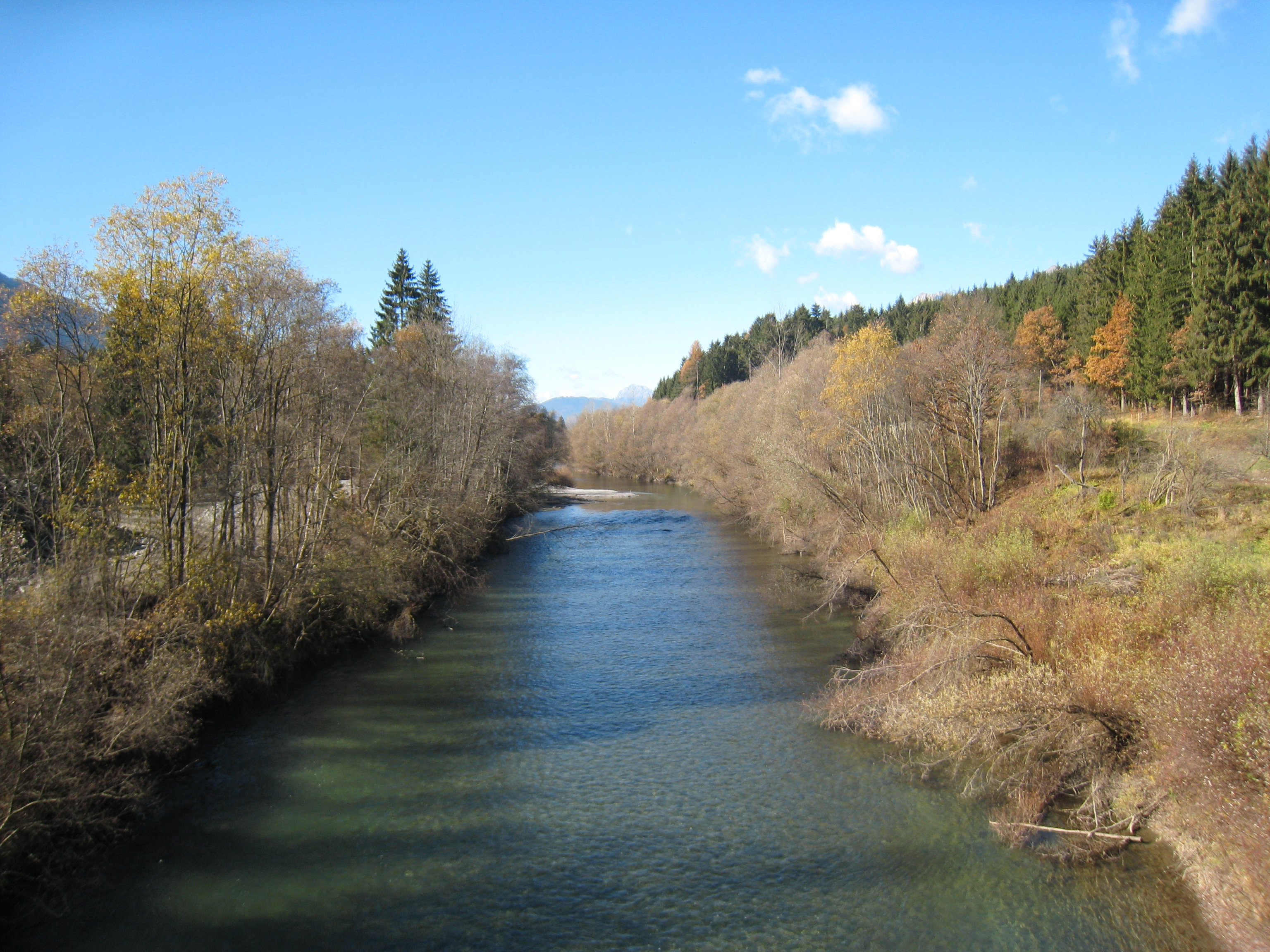
Curso de río cerca de Sankt Stefan

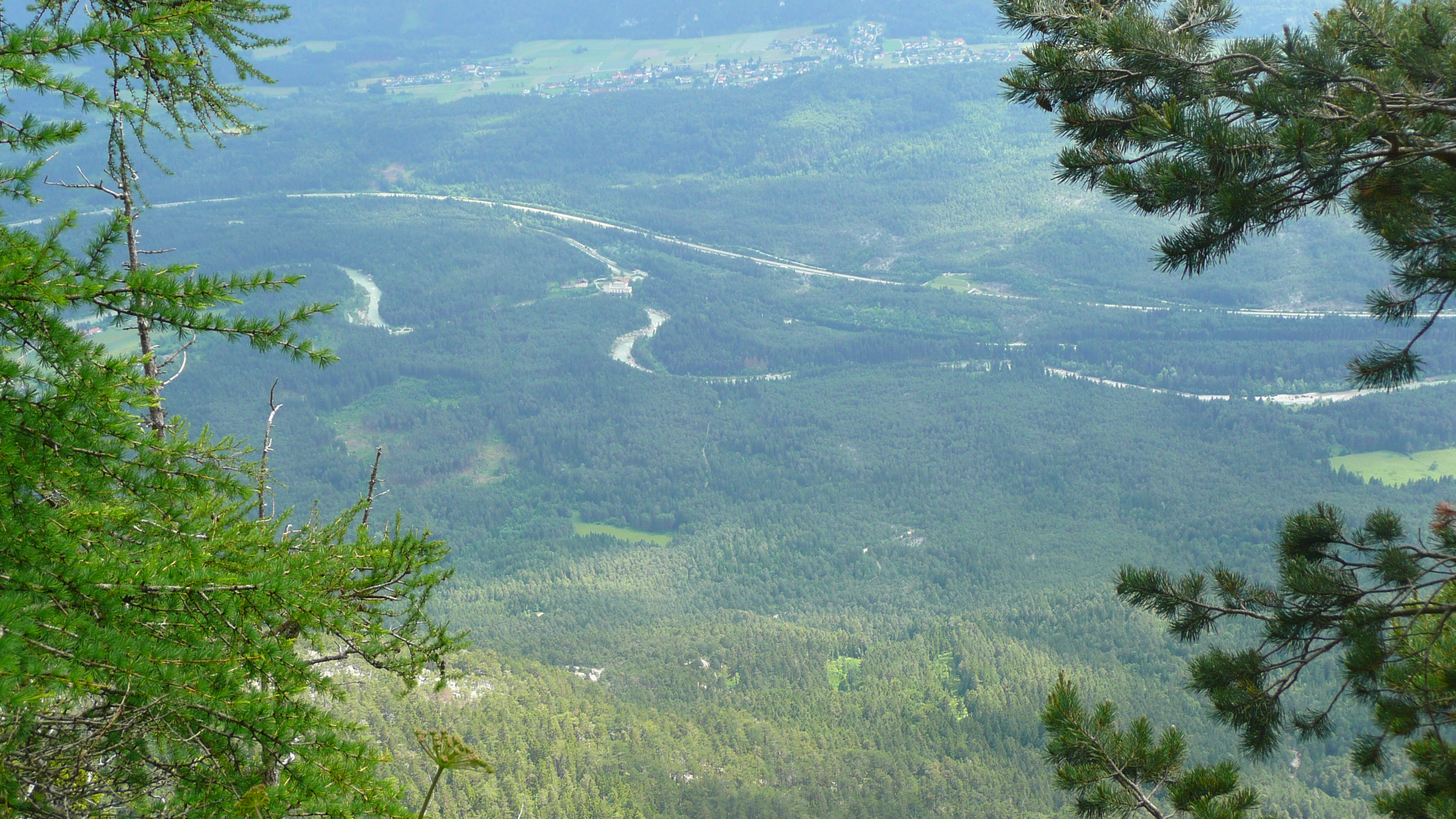
Gail inferior (con la autopista Süd Autobahn) cerca de Villach

- Gössering (izquierda)
- Slizza (derecha)

## Municipios
| - Tirol ( Tirol Oriental ) - Obertilliach - Untertilliach | - Carintia - Lesachtal - Kötschach-Mauthen - Dellach - Kirchbach - Hermagor - Sankt Stefan - Nötsch - Feistritz - Hohenthurn - Arnoldstein - Villach |